# الرومية (مدينة)
الرومية (تُسمى بالفارسية الوسطى: ويه أنتيوك خسرو وتعني "أفضل من أنطاكية ومن بناء خسرو") (بالفارسية الجديدة: به از اندیو خسرو، وتعني حرفيًا "الأفضل هي أنطاكية خسرو" ثم عُرَفت بالفارسية: رومگان)، (وباليونانية عُرفَت أنطاكية كسرى) كانت مدينة تاريخية في العراق الحديث. تأسست على يد الملك الإيراني خسرو الأول على الضفة الشرقية لنهر دجلة بالقرب من قطسيفون في الإمبراطورية الساسانية، والتي كانت مأهولة بأسرى الحرب الرومان المُرحلين. يقال إنها كانت على بُعد يوم واحد سيرًا على الأقدام من قطسيفون.
وكانت أنطاكية قد تعرضت للدمار بسبب زلزال في عام 526. وكان الإمبراطور الروماني جوستين ووريثه القيصر جوستينيان قد أرسلوا موارد كبيرة إلى المدينة لإعادة بنائها.
استخدم الفرس الترحيل كأداة سياسية. استولى خسرو الأول على أنطاكية في عام 540 أثناء الحروب البيزنطية الساسانية؛ ودُمرت المدينة ورُحل سكانها إلى هذه المدينة الجديدة. وبحسب يعقوب الرهاوي، فقد تم ترحيل أسرى الحرب من مدن صورا، وبيرويا، وأنطاكية، وأفاميا [الإنجليزية]، وكالينيكوم ، وباتناي في الرها إلى هذه المدينة الجديدة. قد تكون مطابقة لـماهوز هداتي (حرفيًا "المدينة الجديدة") في القوانين المجمعية السريانية.
وقد قدم بروكوبيوس معلومات مفصلة عن بناء المدينة، على الرغم من أن مصدره الأساسي مؤيد للساسانيين. وبحسب الطبري والثعالبي، فقد تم بناء المدينة على مخطط العاصمة السريانية، وقد فعل كسرى الأول كل ما في وسعه لجعل السكان يرغبون في البقاء. قام بتزويد الرومية بحمامات رومانية وسيرك [الإنجليزية].  كما قام أيضًا بتوطين سائقي المركبات المدفوعة بالحصان في المدينة.
كانت المدينة تحت حكم باراز، وهو مسيحي من جنديسابور. بحلول أواخر القرن السادس، بلغ عدد سكانها حوالي 30 ألف نسمة.
فتح المسلمون العرب المدينة بقيادة خالد بن عرفوطة. وفي وقت لاحق من العصر العباسي، استخدم الخليفة المنصور المدينة، التي كانت تُعرف آنذاك باسم الرومية، مقرًا للحكومة لبضعة أشهر.

## طالع أيضًا
- جنديسابور
- أرجان
- حصار أنطاكية (540)